# Gōeidō Gōtarō
Gōeidō Gōtarō (jap. 豪栄道 豪太郎; * 6. April 1986 in der Präfektur Osaka), eigentlich Sawai Gōtarō (澤井 豪太郎), ist ein ehemaliger Sumōringer der japanischen Makuuchi-Division.

## Beginn der Sumō-Karriere
Sawai wurde im Jahr 2004 im Alter von 18 Jahren in den Stall Sakaigawa-beya aufgenommen. In seinem ersten professionellen Sumō-Turnier im März 2005 blieb er ohne Niederlage und holte somit auf Anhieb das Yusho in der Jonokuchi-Division. Dabei besiegte er unter anderem Kageyama, den späteren Sekiwake Tochiōzan. Im nächsten Turnier blieb er sechs Tage ungeschlagen, verlor dann aber am letzten Tag gegen Teruyama. Bereits im Juli 2005 kämpfte er in der vierthöchsten Division (Sandanme). Auch dort gewann er das Yusho mit einer perfekten 7-0 Bilanz. Unter anderem traf er in diesem Turnier auf den späteren Maegashira Sokokurai. Aufgrund des Sandanme-Yusho schaffte Sawai sofort den Aufstieg in die Makushita-Division. Bei seinem Debüt schloss er mit 4-3 ab. Im darauffolgenden Basho sicherte er sich dann sein erstes Makushita-Yusho (7-0). Nach vier weiteren Turnieren (in den oberen Makushita-Rängen) mit insgesamt durchwachsenen Leistungen gelang ihm im September 2006 dann schließlich sein zweites 7-0 Yusho und damit der Aufstieg in die zweithöchste Division (Jūryō). Durch vier Turniersiege in seinen ersten zehn Turnieren wurde Sawai zu einem der größten japanischen Hoffnungsträger im Sumō.

## Karriere als Sekitori
Er kämpfte von nun an unter dem Ringnamen Gōeidō. Bei seinem Jūryō-Debüt stand er nach elf Tagen bei vier Siegen und sieben Niederlagen, erreichte aber dennoch Kachi-koshi. Im März 2007 gelang ihm ein 11-4, wodurch er dem Aufstieg in die Makuuchi-Division einen großen Schritt näher kam. Im folgenden Turnier warf ihn jedoch ein Make-koshi wieder etwas zurück. Sein fünftes Turnier in Jūryō beendete er dann jedoch mit einer starken 12-3 Bilanz. Im Playoff um den Turniersieg musste er sich dem späteren Komusubi Iwakiyama geschlagen geben, der Aufstieg in die Makuuchi war aber dennoch geschafft.
In seinem Makuuchi-Debüt im September 2007 gelang Gōeidō sofort ein 11-4. An den letzten Turniertagen wurde er gegen die San’yaku-Rikishi Komusubi Ama, Ōzeki Chiyotaikai und Yokozuna Hakuhō angesetzt und verlor diese drei Kämpfe. Am Ende wurde er für seine Leistung mit dem Kantō-shō ausgezeichnet. Gōeidō etablierte sich auf Anhieb in den mittleren Maegashira-Rängen. Das Aki Basho 2008 schloss er mit 10-5 ab, gewann unter anderem gegen die späteren Yokozuna Kakuryū (damals Maegashira 5) und Ama (damals Sekiwake) und erhielt bereits seinen zweiten Kantō-shō. Im darauffolgenden Turnier feierte er sein Debüt im Rang eines Komusubi, verlor jedoch zehn Mal an den ersten zwölf Tagen. Durch Siege an den Tagen 13, 14 und 15 konnte er das Basho aber immerhin noch mit 5-10 beenden. Auch sein Sekiwake-Debüt im Mai 2009 konnte Gōeidō nicht erfolgreich abschließen (6-9). Im Januar 2010 gewann er seinen ersten Kinboshi nach einem Sieg über Yokozuna Asashōryū, erhielt aber insgesamt ein erneutes Make-koshi. Das Nagoya Basho 2010 verpasste Gōeidō aufgrund einer Verletzung. Deshalb wurde er sogar in die Jūryō-Division zurückgestuft. Er meldete sich mit einem 12-3 jedoch eindrucksvoll zurück und schaffte den sofortigen Wiederaufstieg in die Makuuchi. Als Maegashira folgten in den nächsten drei Turnieren ein weiteres 12-3 sowie zwei Mal eine 11-4 Bilanz. Somit erlangte Gōeidō den Komusubi-Rang zurück, verlor ihn jedoch auch gleich wieder. Nach vier weiteren Turnieren als Maegashira wurde er erneut in den Sekiwake-Rang befördert. Ausschlaggebend dafür war ein starkes 12-3 im März 2012, welches auch mit dem Kantō-shō belohnt wurde. Ab dem Mai 2012 setzte sich Gōeidō langfristig als Sekiwake fest, obwohl er es im Juli 2012 und auch im Mai 2013 nur auf sieben Siege brachte.

### Beförderung zum Ōzeki
Im März 2014 bestritt er mit einem 12-3 sein erfolgreichstes Turnier im Sekiwake-Rang, besiegte unter anderem Yokozuna Harumafuji sowie die Ōzeki Kotoshōgiku und Kisenosato. Im Mai gewann Gōeidō seinen Kampf gegen Yokozuna Hakuhō, beendete das Basho aber nur mit einem 8-7, wodurch seine Hoffnungen auf den Ōzeki-Rang erst einmal begraben schienen. In Nagoya gelang ihm dann aber ein weiteres Mal eine 12-3 Bilanz. Dabei schlug er sowohl zwei Yokozuna (Hakuhō und Kakuryū) als auch zwei Ōzeki (Kisenosato und Kotoshōgiku). Kurz nach dem Nagoya Basho 2014 wurde er zum Ōzeki ernannt.
In seinem ersten Turnier als Ōzeki erreichte Gōeidō erst am letzten Tag Kachi-koshi. Im nächsten Turnier enttäuschte er mit einer Bilanz von 5-10. Somit war er bereits im Januar 2015 zum ersten Mal Kadoban-Ōzeki. Nach zwölf Tagen verzeichnete er dort lediglich fünf Siege. Er musste die letzten drei Kämpfe des Hatsu Basho also allesamt gewinnen, um seinen Rang behalten zu können, was er tatsächlich schaffte. Im März und im Mai 2015 holte Gōeidō ebenfalls jeweils acht Siege und verteidigte somit seinen Rang. Beim folgenden Nagoya Basho erzielte er mit einem 9-6 sein bisher bestes Resultat als Ōzeki. Das Aki Basho 2015 beendete er mit einem knappen Make-koshi (7-8), weshalb er im November bereits zum zweiten Mal in dem Status eines Kadoban-Ōzeki kämpfen musste. Im Aki Basho 2016 konnte er mit einer 15-0 Bilanz sein erstes Turnier in der Makuuchi-Division gewinnen.

## Kampfstatistik
| Jahr | Hatsu (Januar)          | Haru (März)             | Natsu (Mai)           | Nagoya (Juli)           | Aki (September)        | Kyushu (November)       |
| --- | ----------------------- | ----------------------- | --------------------- | ----------------------- | ---------------------- | ----------------------- |
| 2005 | Maezumo                 | Jonokuchi 31 West 7-0 Y | Jonidan 25 West 6-1   | Sandanme 61 W 7-0 Y     | Makushita 37 West 4-3  | Makushita 32 West 7-0 Y |
| 2006 | Makushita 2 West 3-4    | Makushita 5 West 3-4    | Makushita 9 West 4-3  | Makushita 7 West 4-3    | Makushita 6 West 7-0 Y | Juryo 11 West 8-7       |
| 2007 | Juryo 10 West 8-7       | Juryo 9 West 11-4       | Juryo 3 Ost 6-9       | Juryo 5 West 12-3 D     | Maegashira 14 W 11-4   | Maegashira 6 West 8-7   |
| 2008 | Maegashira 3 Ost 5-10   | Maegashira 8 Ost 8-7    | Maegashira 7 West 8-7 | Maegashira 4 West 7-8   | Maegashira 5 West 10-5 | Komusubi 1 Ost 5-10     |
| 2009 | Maegashira 3 West 10-5  | Komusubi 1 Ost 9-6      | Sekiwake 1 West 6-9   | Maegashira 1 West 5-10  | Maegashira 5 Ost 10-5  | Komusubi 1 West 7-8     |
| 2010 | Maegashira 2 Ost 7-8    | Maegashira 3 Ost 2-4-9  | Maegashira 9 West 9-6 | Maegashira 4 Ost 0-0-15 | Juryo 1 Ost 12-3       | Maegashira 14 Ost 12-3  |
| 2011 | Maegashira 5 Ost 11-4 J | abgesagt                | Maegashira 1 Ost 11-4 | Komusubi 1 Ost 5-10     | Maegashira 5 West 10-5 | Maegashira 1 West 7-8   |
| 2012 | Maegashira 2 West 6-9   | Maegashira 6 West 12-3  | Sekiwake 1 West 8-7   | Sekiwake 1 Ost 7-7-1    | Sekiwake 1 West 8-7    | Sekiwake 1 West 11-4 J  |
| 2013 | Sekiwake 1 Ost 8-7      | Sekiwake 1 Ost 10-5     | Sekiwake 1 Ost 7-8    | Sekiwake 1 West 8-7     | Sekiwake 1 West 11-4 J | Sekiwake 1 Ost 8-7      |
| 2014 | Sekiwake 1 Ost 8-7      | Sekiwake 1 Ost 12-3 J   | Sekiwake 1 Ost 8-7    | Sekiwake 1 Ost 12-3 J   | Ozeki 2 West 8-7       | Ozeki 2 West 5-10       |
| 2015 | Ozeki 2 West 8-7        | Ozeki 2 West 8-7        | Ozeki 2 West 8-6-1    | Ozeki 1 West 9-6        | Ozeki 2 Ost 7-8        | Ozeki 2 West 8-7        |
| 2016 | Ozeki 2 West 4-11       | Ozeki 2 Ost 12-3        | Ozeki 1 West 9-6      | Ozeki 1 Ost 7-8         | Ozeki 2 Ost 15-0 Y     | Ozeki 1 Ost 9-6         |
| 2017 | Ozeki 1 West 8-5-2      | Ozeki 1 Ost 1-5-9       | Ozeki 1 West 9-6      | Ozeki 1 West 7-8        | Ozeki 1 West 11-4 J    | Ozeki 1 Ost 9-6         |
| Y (Yusho) = Turniersieger in der jeweiligen Division, J (Jun-Yusho) = Zweitplatzierter in der jeweiligen Division |                         |                         |                       |                         |                        |                         |

## Kurioses
Gōeidō ging vom Mai 2012 bis zum Juli 2014 in 14 aufeinanderfolgenden Turnieren als Sekiwake an den Start und hält damit einen Rekord.
Gōeidō gewann in seiner Karriere insgesamt 11 Sanshō. Kein anderer aktiver Rikishi gewann mehr.
Vor seiner Beförderung zum Ōzeki erhielt Gōeidō dreimal in Folge den Shukun-shō.